# Mecze reprezentacji Polski w koszykówce mężczyzn prowadzonej przez Igora Griszczuka
Zestawienie meczów reprezentacji Polski w koszykówce mężczyzn prowadzonej przez Igora Griszczuka:

## Oficjalne mecze międzypaństwowe
| Nr | Przeciwnik         | Miejsce   | Data             | Impreza            | Wynik (Polska-przeciwnik) | Raport |
| -- | ------------------ | --------- | ---------------- | ------------------ | ------------------------- | ------ |
| 1  | Łotwa              | Ryga      | 10 lipca 2010    | mecz towarzyski    | 45:72                     |        |
| 2  | Łotwa              | Ryga      | 11 lipca 2010    | mecz towarzyski    | 71:60                     |        |
| 3  | Bułgaria           | Florencja | 16 lipca 2010    | turniej towarzyski | 62:68                     |        |
| 4  | Włochy             | Florencja | 17 lipca 2010    | turniej towarzyski | 76:88                     |        |
| 5  | Macedonia Północna | Florencja | 18 lipca 2010    | turniej towarzyski | 63:53                     |        |
| 6  | Słowacja           | Łódź      | 24 lipca 2010    | mecz towarzyski    | 108:57                    |        |
| 7  | Słowacja           | Łódź      | 25 lipca 2010    | mecz towarzyski    | 70:46                     |        |
| 8  | Gruzja             | Tbilisi   | 2 sierpnia 2010  | eliminacje ME 2011 | 65:84                     |        |
| 9  | Portugalia         | Bydgoszcz | 5 sierpnia 2010  | eliminacje ME 2011 | 86:64                     |        |
| 10 | Bułgaria           | Sofia     | 8 sierpnia 2010  | eliminacje ME 2011 | 70:74                     |        |
| 11 | Belgia             | Łódź      | 14 sierpnia 2010 | eliminacje ME 2011 | 93:73                     |        |
| 12 | Gruzja             | Łódź      | 17 sierpnia 2010 | eliminacje ME 2011 | 67:58                     |        |
| 13 | Portugalia         | Coimbra   | 20 sierpnia 2010 | eliminacje ME 2011 | 84:85                     |        |
| 14 | Bułgaria           | Katowice  | 23 sierpnia 2010 | eliminacje ME 2011 | 75:71                     |        |
| 15 | Belgia             | Antwerpia | 29 sierpnia 2010 | eliminacje ME 2011 | 67:70                     |        |

## Bilans meczów
|                 | zwycięstwa | porażki |
| ogółem          | 8          | 7       |
| dom             | 6          | 0       |
| wyjazd          | 1          | 6       |
| neutralny teren | 1          | 1       |

|                 | zdobyte | stracone |
| ogółem          | 1102    | 1023     |
| dom             | 499     | 369      |
| wyjazd          | 478     | 533      |
| neutralny teren | 125     | 121      |